# 드래곤볼 에볼루션
《드래곤볼 에볼루션》(Dragonball: Evolution)은 일본의 만화·애니메이션인 드래곤볼을 영화화한 작품이다. 2009년에 개봉하였다. 흥행도 참패하였을 뿐더러 비평에서도 혹독한 평가를 받았다.

## 줄거리
오공은 7개의 신비한 드래곤볼을 피콜로 대마왕보다 먼저 손에 넣기 위해 무천도사를 찾아가게 되고, 도중 그를 돕고자 하는 부르마라는 여인을 만난다. 오공은 부르마와 함께 무천도사의 집에 도착하나 무천도사는 오공을 반기는 것이 아니라 오공에게 싸움을 걸어온다. 무천도사는 오공이 오반의 손자임을 알게 되고 오공을 단련시켜, 오공으로 하여금 천하제일 무술대회에 나가 강력한 드래곤볼을 모으려는 피콜로 마왕을 막게 한다.

## 출연진
- 저스틴 채트윈 - 오공
- 주윤발 - 무천도사
- 에미 로섬 - 부르마
- 제이미 정 - 치치
- 제임스 마스터스 - 피콜로
- 박준형 - 야무치
- 타무라 에리코 - 마이
- 랜들 덕 김 - 오반
- 이언 화이트 - 오자루
- 어니 허드슨 - 노리스 사부
- 텍사스 배틀 - 케리 풀러
- 리처드 블레이크 - 아건디스
- 세키 메구미 - 세키
- 셰이본 커크지 - 에미
- 존 벌레라 - 모리노